# X-32 (航空機)
X-32
X-32B
- 用途：概念実証機
- 分類：試作機
- 製造者：ボーイング社
- 初飛行：
2000年9月18日（X-32A）
2001年3月13日（X-32B）
- 生産数：2機
- 運用状況：JSF計画不採用

X-32は、アメリカ合衆国のボーイング社が開発した試作戦闘機である。

## 概要
統合打撃戦闘機（JSF：Joint Strike Fighter）計画に基づいて開発されたステルス試作実験機（概念実証機）である。通常離着陸型/空母離着陸型のX-32Aと短距離離陸垂直着陸型のX-32Bの2機が試作され、前者は2000年9月に、後者は2001年3月にそれぞれ初飛行した。
同じくJSF計画に基づいて開発されたロッキード・マーティン社のX-35と比較試験が行われたが、X-35がJSF（後のF-35）として採用されたため、計画不採用となった。

## 開発経緯
アメリカ空軍のF-16、アメリカ海軍・海兵隊のF/A-18A-D、アメリカ海兵隊とイギリス空軍・海軍のハリアーIIの後継機を1機種で統合する統合打撃戦闘機（JSF：Joint Strike Fighter）計画が立案され、概念実証機の開発はボーイング社とロッキード社が担う事となった。開発に際し、2社には7億5,000万ドルもの開発費が与えられた。
ボーイング社の概念実証機はX-32と名付けられ、通常離着陸/空母離着陸機（CTOL/CATOBAR機）のX-32Aは2000年9月18日に初飛行を成功させる。短距離離陸垂直着陸機（STOVL機）のX-32Bは、2001年3月13日に初飛行を行った。2機はデモンストレーターとしてロッキード社製の概念実証機X-35との比較試験に投入され、試験は2001年7月まで行われた。比較の結果、エンジンや垂直離着陸方式の関係で大容量のウェポンベイを設置しにくいなどを理由に2001年10月26日にX-35がJSFとして選定され、X-32は不採用に終わった。

## 特徴

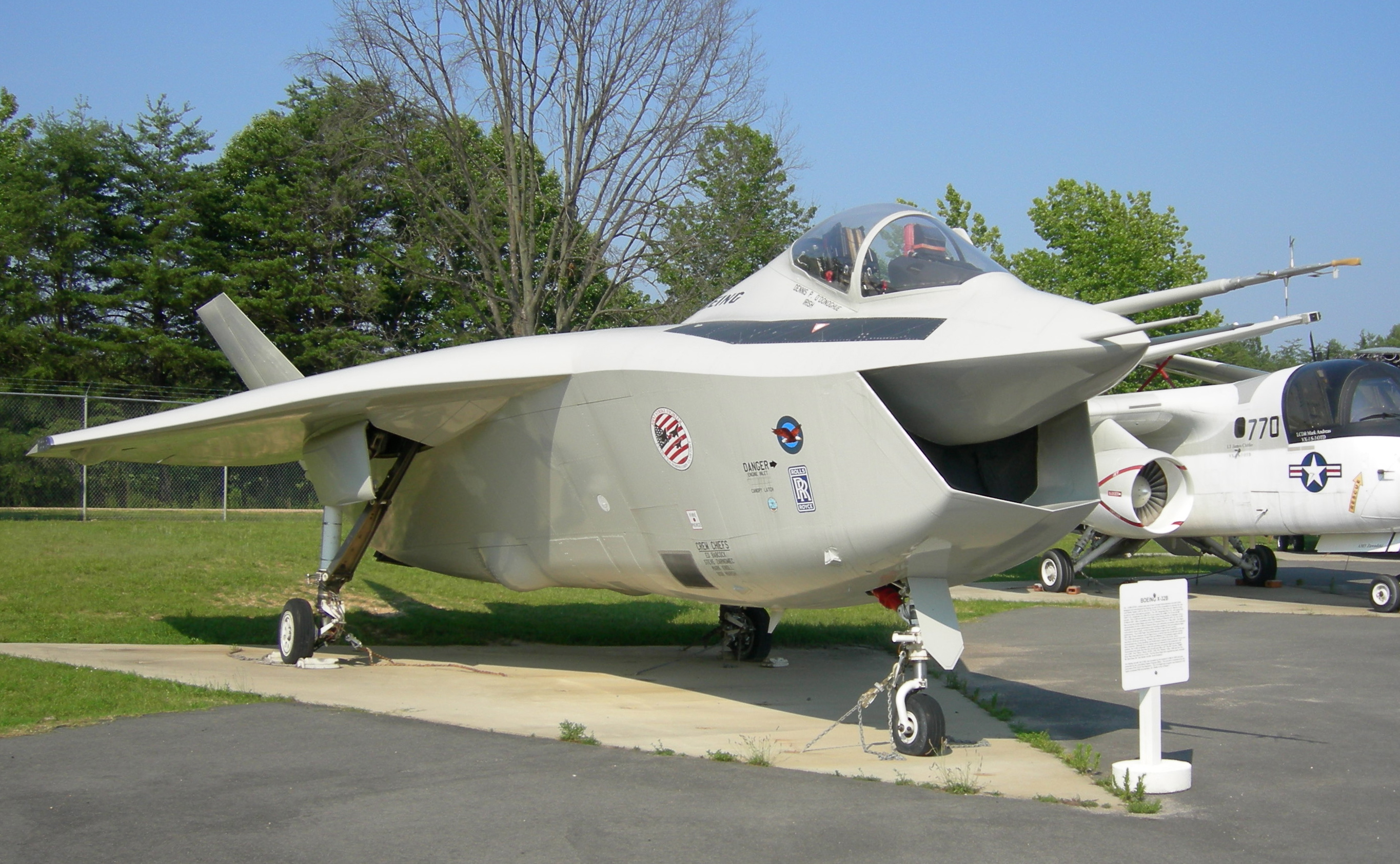
メリーランド州パタクセント・リバー海軍航空基地付属航空博物館に展示されているX-32B

基本構造
外見的な特徴として、無尾翼デルタ形式である点が挙げられる。これはステルス性向上を図ったための採用となった。実際ステルス性はX-35より良好であったと言われている。無尾翼デルタ形式は機首上げの際にエレボンを上げる形になるため低速での揚力を確保できず短距離離着陸性能に劣り、艦上機として採用する際に不利となる。このため、主翼前縁にエイペックス・フラップという強力な機首上げモーメントを発生させる装置が付加され、使用時にエレボンを下げる形にすることで機首上げモーメントを相殺しつつ揚力を増加させるようになっていた。X-32Bではエイペックス・フラップが装備されず、翼幅も短くなっている。
また、下部に巨大な空気取り入れ口があり、膨らんでいるのも特徴的である。巨大な空気取り入れ口が設けられたのは、X-32Bが垂直離着陸を行う際に大量の空気を取り入れるためとされる。ただしX-32Bはホバリング試験時に超音速飛行に必要な空気取り入れ口の先端部を取り外していたため、一度の飛行で超音速飛行と垂直着陸の両方を行うことができなかった。
主翼には炭素繊維複合材が用いられている。前脚にはF-16のものが、キャノピーにはAV-8のものが流用されている。X-35にはなかった胴体内ウェポンベイも備えており、空中給油受油装置は2機共に海軍式のプローブを採用した。
X-32は政府が定めた全ての要求を満たしていたが、設計が確定した段階でアメリカ海軍からの要求が変更されており、そのままの設計では対応できない問題が生じた。結果、量産型では水平尾翼を装備し、また空気取り入れ口も形状を変更して大迎え角時の空気流を改善するとされていた。ボーイング社は、X-32はあくまでも通常型、短距離離着陸型、艦載型の3タイプの共通性を実証する機体であるため量産型と形態が同じである必要はないとしていた。
将来的な部品共通率は、3タイプで85%前後とされた。
エンジン
エンジンはP&WのF119ターボファンエンジンを搭載する。主排気口は二次元の推力偏向ノズルとなっており、着陸進入時のピッチ操縦に使用される。
垂直離着陸能力を有するX-32Bのエンジンは、ハリアーやハリアーIIの様に、胴体中央で2つに別れたリフトノズルによってジェットエンジンの排気を直接下に向けることで垂直離着陸を行う直接排気方式となっている。このリフトノズルは引き込み式であり、使用時には主排気口が完全に閉じられ、全ての排気をリフトノズルへ送り込む仕組みになっている。
直接排気方式の利点は、垂直離着陸能力のための装備を減らすことにより、複雑化・高コスト化・重量増加を抑制できる点である。またX-32の場合、3タイプの共通性が高まるという利点もあった。しかしX-32Bは胴体中央にリフトノズルを増設した構造のためウェポンベイの一部を潰さなければならなかった。また、排気が混ざって高温・酸素不足となった空気をジェットエンジンが吸い込み、出力低下を招く恐れもあった。この対策としてリフトノズルの前部に低温の空気を排出するジェットスクリーンが設置されたが、ただでさえ主排気口以外に8つもの排気ノズルを備える構造であったため結果としてX-35のリフトファンシステム以上に複雑化した。他にも、エンジンへの変更点の多さからコスト高になる点も指摘されていた。

## スペック
- 乗員：1名
- 全長：50.77ft（15.47m）
- 翼長：36ft（10.97m）
- 全高：19.03ft（5.28m）
- 最大離陸重量：38,000lb（17,200kg）
- エンジン：P&W F119ターボファンエンジン（推力：28100 lbf（125 kN）アフターバーナー時：43,000 lbf（191.35 kN））
- 最大速度：マッハ1.6（1,200mph、1,931km/h）
- 武装
  - M61A2×1
  - AIM-120 AMRAAM×4